# Опришешти (Хунедоара)
Опришешти (рум. Oprișești) насеље је у Румунији у округу Хунедоара у општини Балша. Oпштина се налази на надморској висини од 534 m.

## Становништво
Према подацима из 2002. године у насељу је живело 46 становника, од којих су сви румунске националности.